# Filozofia matematyki
Filozofia matematyki – dział filozofii.
Wśród zagadnień filozoficznych związanych z matematyką można wyróżnić dwa główne bloki problemowe:
- ontologiczny, tj. zagadnień istnienia, sposobów i kryteriów istnienia i natury bytów matematycznych;
- epistemologiczny, tj. zagadnień natury poznania matematycznego, granic poznania matematycznego i kryteriów prawdziwości poznania matematycznego.

## Główne koncepcje
Początkiem sporu o naturę obiektów matematycznych była platońska koncepcja idei, którym Platon przypisał istnienie realne – stanowisko to stało się początkiem skrajnego realizmu pojęciowego. Przeciw Platonowi wystąpił Arystoteles, którego poglądy stały się początkiem umiarkowanego realizmu pojęciowego. W średniowieczu spór o sposób istnienia pojęć rozgorzał na nowo jako spór o uniwersalia – wykształciło się w nim nowe stanowisko, nominalizm, w ostatnich wiekach epoki dominujące. Wprawdzie filozofia starożytna i średniowieczna zajmowała się sporem o status ontyczny wszelkich pojęć, a nie tylko obiektów matematycznych, niemniej współczesne stanowiska w kwestii bytów matematycznych są zbliżone, a realizm pojęciowy i nominalizm nadal stanowią jedne z głównych stanowisk w filozofii matematyki. Jako samodzielny dział filozofia matematyki rozwinęła się dopiero pod koniec XIX w. dzięki zaistniałemu w tym okresie rozwojowi formalnych metod logiki.
Według realizmu (nazywanego dla odróżnienia od innych stanowisk filozoficznych noszących tę nazwę antynominalizmem) uniwersalia istnieją realnie i niezależnie od egzemplifikujących je rzeczy. W filozofii matematyki analogicznie realiści twierdzą, że obiekty matematyczne to realnie istniejące lub skonstruowane poznawczo przedmioty abstrakcyjne. Realizm skrajny, zwany też platonizmem (w węższym znaczeniu) mówi, że obiekty matematyczne są pozaczasowymi, rzeczywistymi i obiektywnymi bytami, w przeciwieństwie do czasowych, przemijalnych i nie posiadających pełni istnienia przedmiotów zmysłowych i zjawisk.
Konstruktywizm w filozofii matematyki (nawiązujący do dawnego konceptualizmu w sporze o uniwersalia) obejmuje różne kierunki w filozofii matematyki, których cechą wspólną jest żądanie ograniczenia się do rozpatrywania wyłącznie obiektów matematycznych konstruowalnych i do operacji konstruktywnych. Kierunki te różnią się sposobem rozumienia pojęcia konstruowalności (jednym z nich jest postulat wykonywalności w skończonej liczbie kroków). Jednym z najlepiej rozwiniętych kierunków konstruktywistycznych jest intuicjonizm.
Nominalizm, który zarysował się w starożytności na gruncie rozważań na temat logiki Arystotelesa i jego komentatorów, zaczął przybierać dojrzałą postać w XII w. (Abelard, Roscelin), w pełni rozwinął się jednak dopiero w wieku XIV William Ockham. Nominaliści uważają, że pojęcia ogólne nie istnieją samodzielnie, są to tylko czyste nazwy (flatus vocis). Realiści przyjęli liberalne kryterium istnienia bytów matematycznych – obiekt matematyczny istnieje, jeśli nie jest wewnętrznie sprzeczny. Konstruktywiści przyjęli stanowisko rygorystyczne – kryterium istnienia obiektu matematycznego jest istnienie metody jego konstrukcji.
Trzy główne XX-wieczne stanowiska w filozofii matematyki są rozbudowanymi wersjami stanowisk dawniejszych – formalizm nawiązuje do nominalizmu, intuicjonizm do konceptualizmu, logicyzm do skrajnego realizmu pojęciowego.
Według formalistów przedmiotem badań matematycznych są teorie dające się wyprowadzić w określony sposób z pewnych założonych zdań logicznych, zwanych aksjomatami. Aksjomaty są zapisywane w sformalizowanym języku danej teorii, mającym ściśle określony system znaków i reguł służących do ich przekształcania. Zdania teorii ujmuje się jako niezinterpretowane serie symboli. Nie postuluje się istnienia rozpatrywanych obiektów.
Intuicjoniści głoszą, że cała matematyka może być oparta na pierwotnej intuicji ciągu liczb naturalnych oraz na uznawanej za intuicyjną zasadzie indukcji. Dopuszcza się wyłącznie konstrukcyjne dowody istnienia. Według intuicjonistów aktywność matematyczna umysłu ludzkiego ma charakter twórczy – konstruuje on obiekty matematyczne, nie odkrywa. Niesprzeczność jest dla intuicjonistów warunkiem koniecznym istnienia, ale nie warunkiem wystarczającym – byt matematyczny musi oprócz tego zostać skonstruowany. Intuicjoniści dokonują także reformy metodologii logiki formalnej uznając, że źródłem antynomii w matematyce jest brak oparcia w pierwotnych intuicjach, związany z nieuprawnionym przeniesieniem intuicji o przedmiotach skończonych na przedmioty nieskończone, posługiwaniem się nieostrymi terminami logiki klasycznej (głównie kwantyfikatorami ogólnymi) i przyjmowaną w logice klasycznej zasadą wyłączonego środka. Intuicjonizm w filozofii matematyki wywarł duży wpływ na ogólną problematykę ontologiczną, zwłaszcza filozofię Michaela Dummetta.
Logicyzm głosi, że wszystkie twierdzenia matematyki można, posługując się definicjami i regułami logicznymi, zredukować do logiki. Głównymi twórcami klasycznych wersji logicyzmu są Gottlob Frege i Bertrand Russell.
Główne stanowiska epistemologiczne w filozofii matematyki odpowiadają głównym kierunkom epistemologii. Empiryzm uznaje zdania matematyki za zdania empiryczne, aprioryzm za zdania analityczne a priori. Według konwencjonalistów aksjomaty matematyki mają charakter odgórnie przyjętej konwencji.

## Literatura dodatkowa
- Filozofia matematyki: antologia tekstów klasycznych, wybór, przekład i komentarze Roman Murawski, wyd. 3, Poznań: Wydawnictwo Naukowe UAM, 2003. ISBN 83-232-1239-2.